# Seznam vrcholů v Broumovské vrchovině

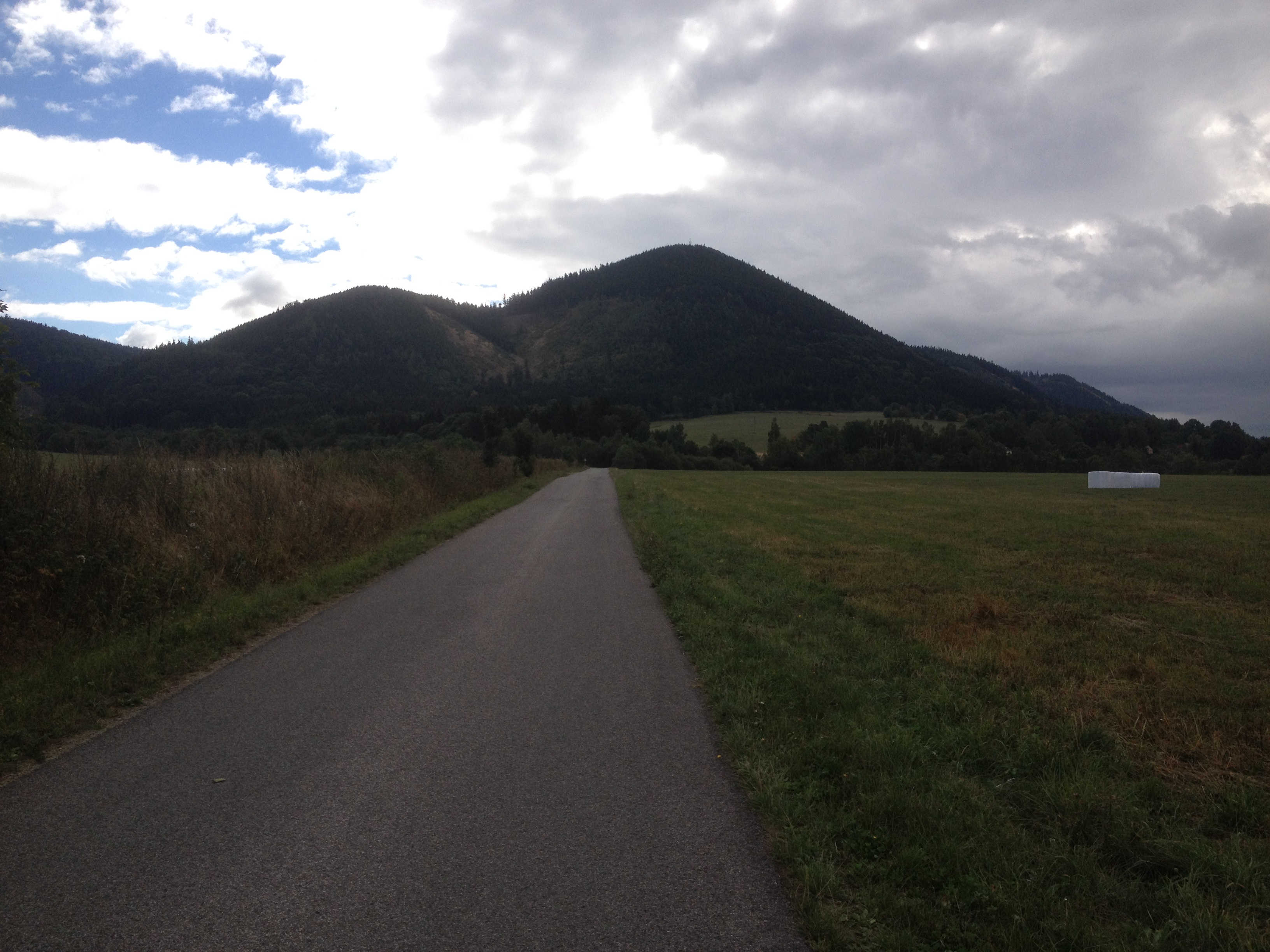
Královecký Špičák (881 m)

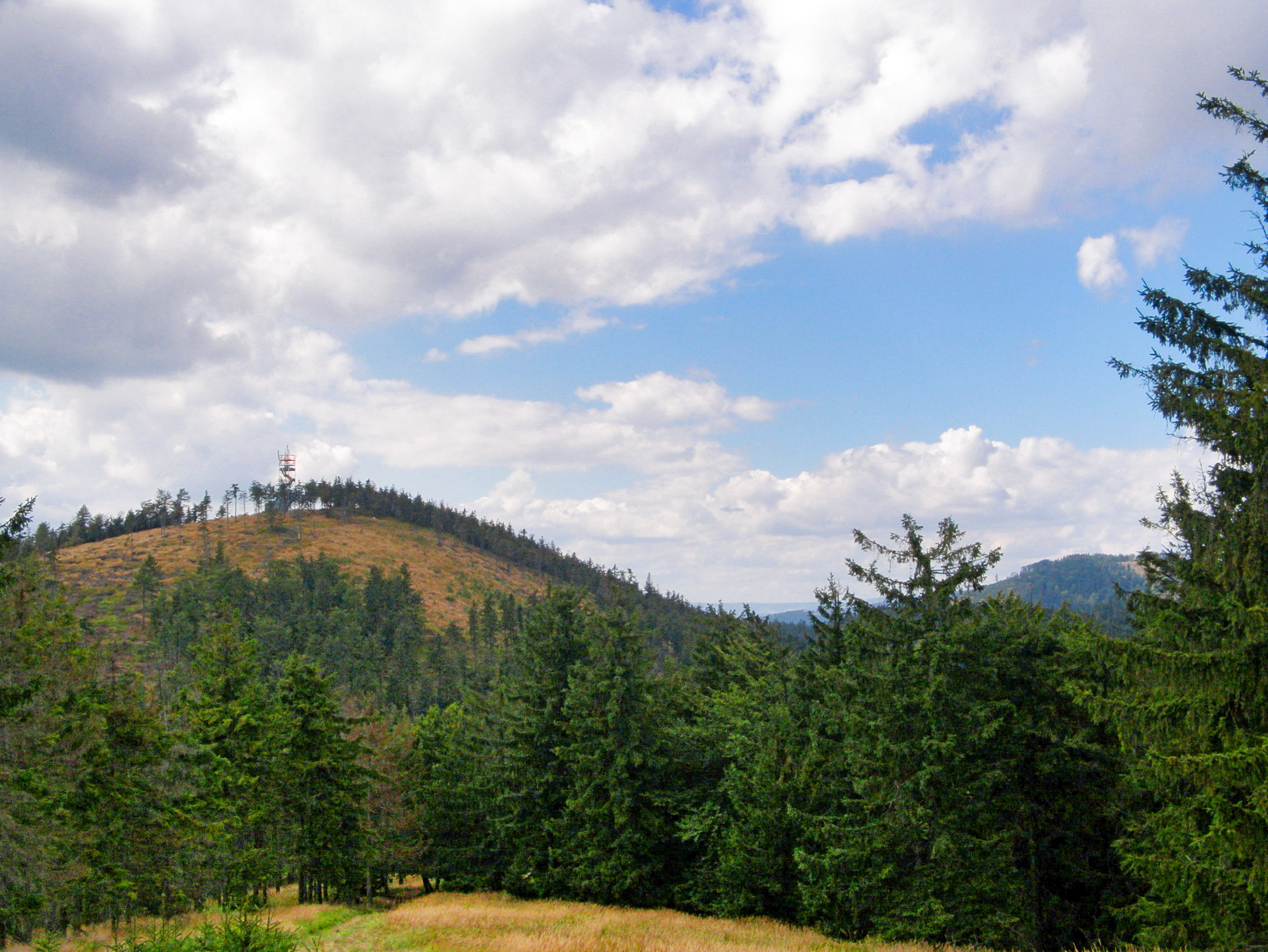
Ruprechtický Špičák (880 m)

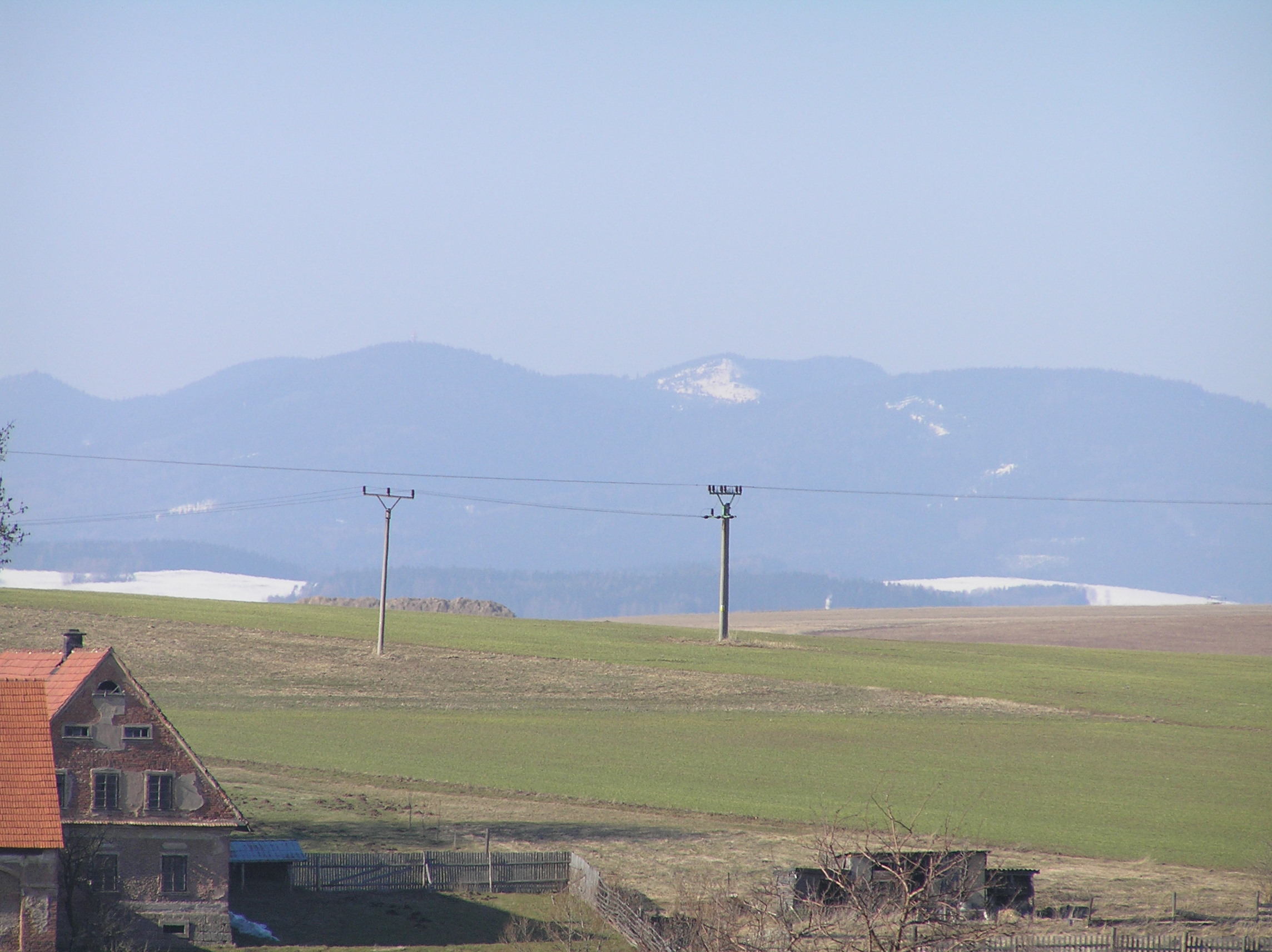
Široký vrch (841 m)

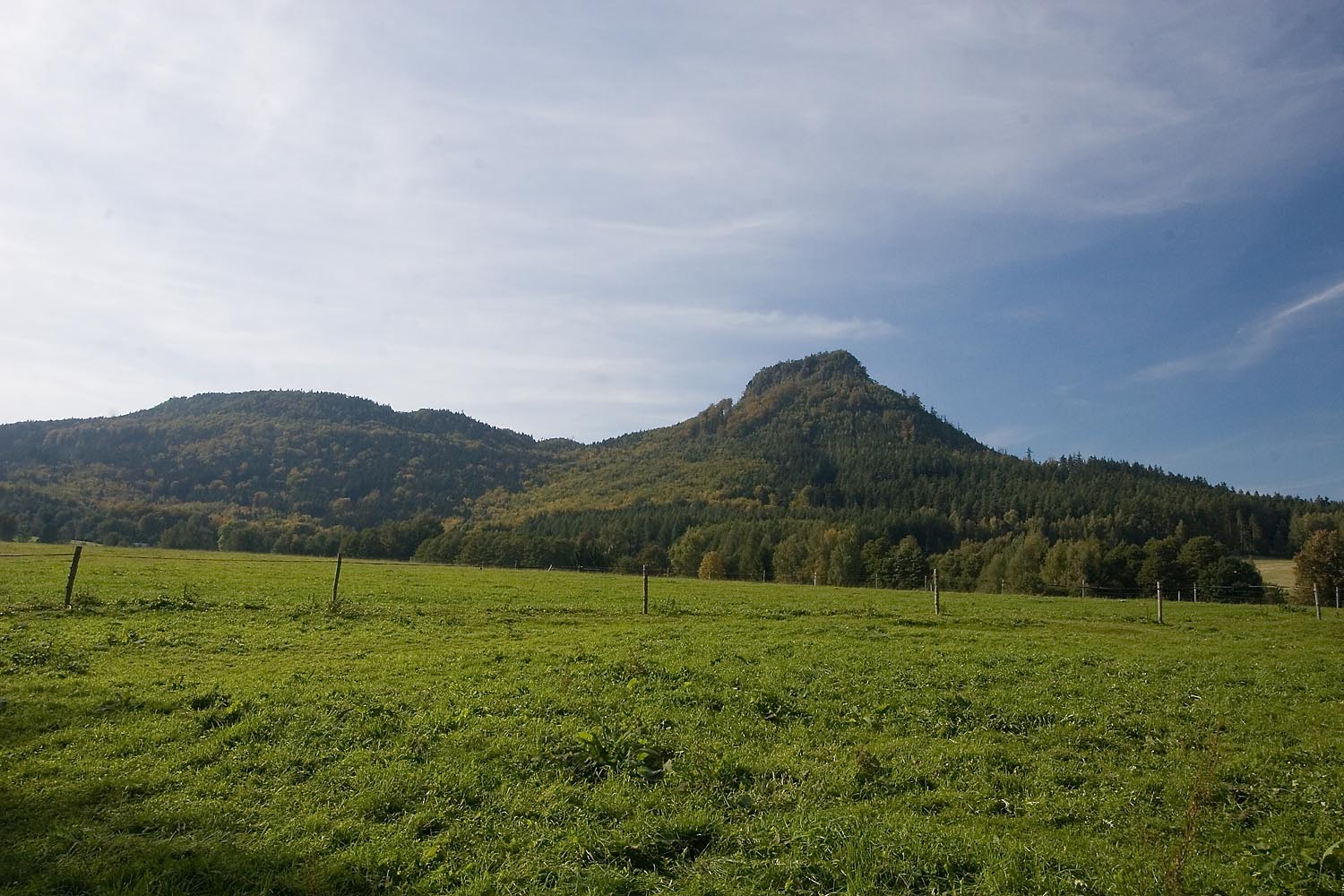
Koruna (772 m)

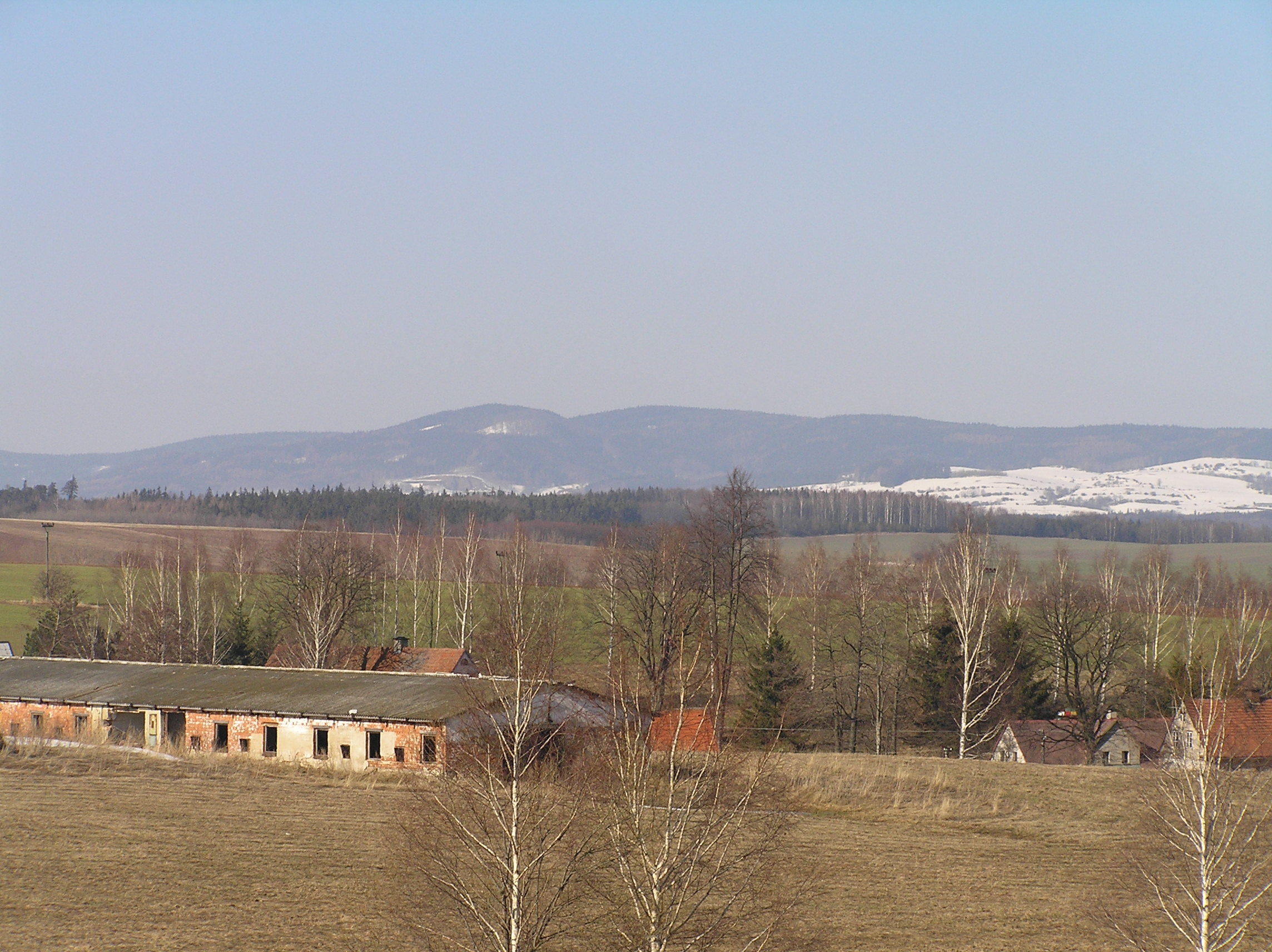
Bobří vrch (740 m)

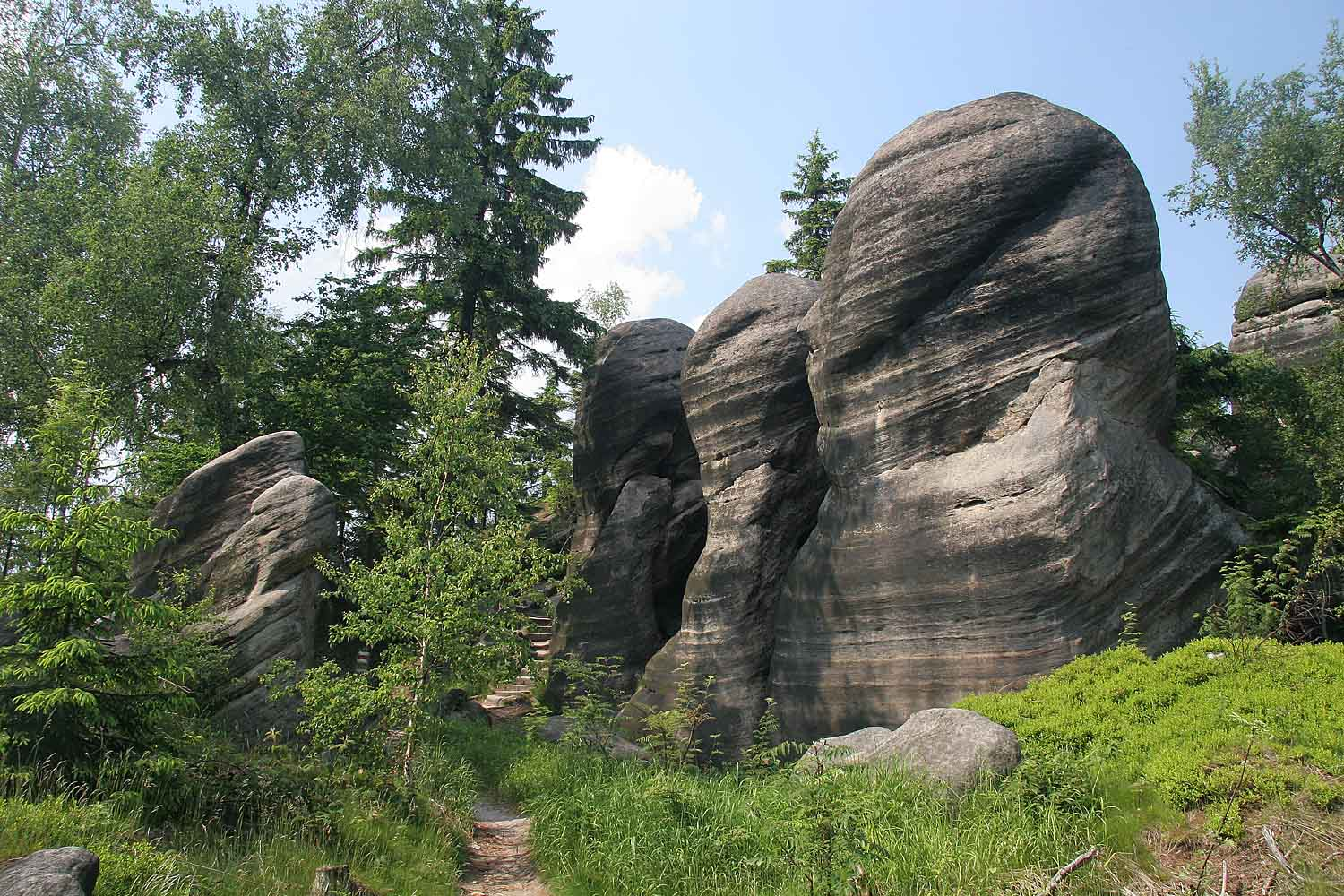
Supí hnízdo (704 m)

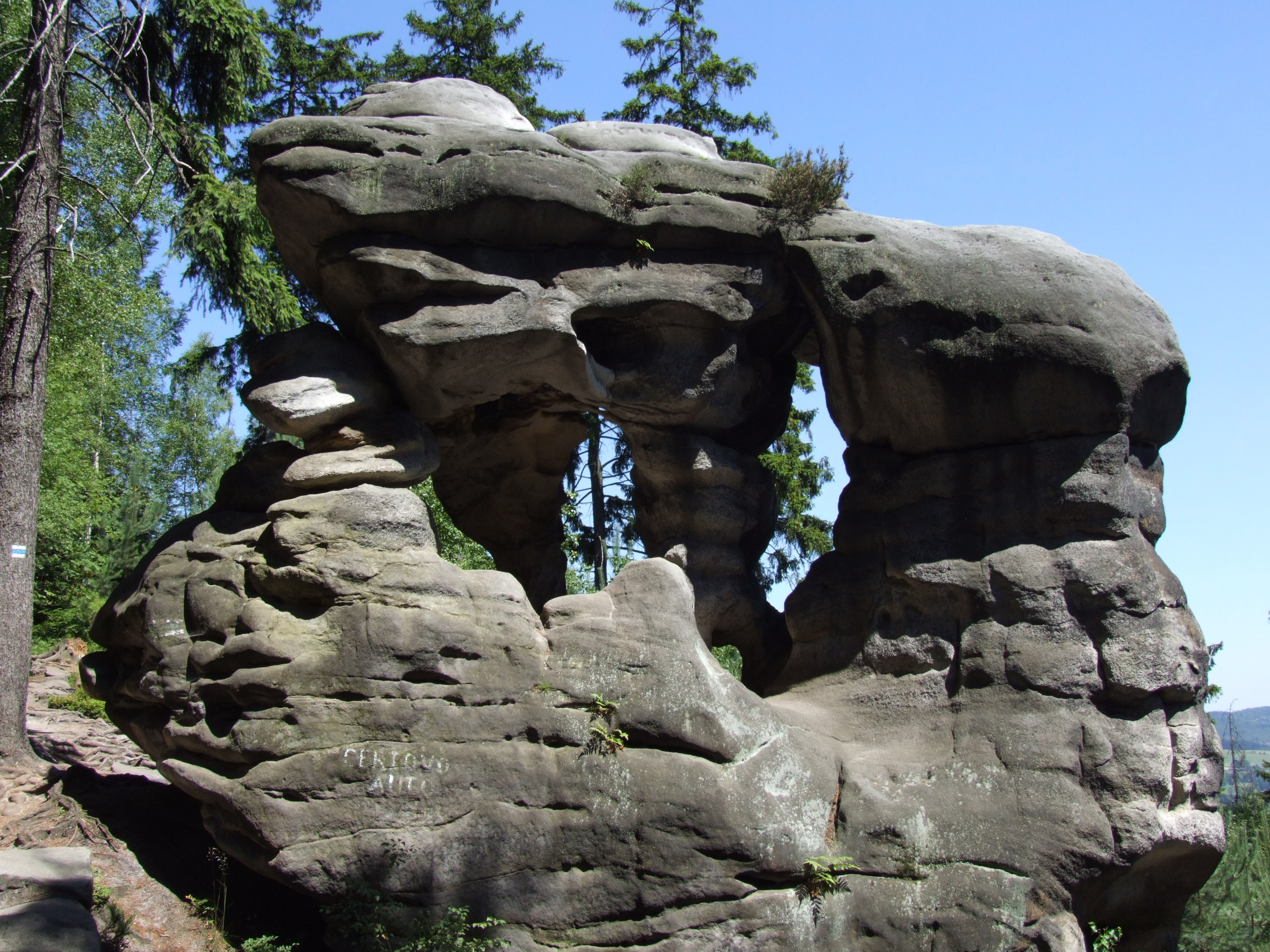
Ostaš (702 m)

Seznam vrcholů v Broumovské vrchovině obsahuje pojmenované broumovské vrcholy s nadmořskou výškou nad 700 m nebo s prominencí nad 100 metrů. K sestavení seznamu bylo použito map dostupných na stránkách Mapy.cz a v Geoprohlížeči Zeměměřického úřadu. Jako hranice pohoří byla uvažována hranice stejnojmenného geomorfologického celku.

## Seznam vrcholů podle výšky
Seznam vrcholů podle výšky obsahuje pojmenované vrcholy s výškou nad 700 m n. m. Nejvyšší hory se nachází v okrscích Vraní hory (s nejvyšším Královeckým Špičákem) a Javoří hory (s o jeden metr nižším Ruprechtickým Špičákem).

| #   | Vrchol              | Výška m n. m. | Souřadnice                       | Okrsek             | Přístup                                                                        |
| --- | ------------------- | ------------- | -------------------------------- | ------------------ | ------------------------------------------------------------------------------ |
| 1.  | Královecký Špičák   | 881           | 50°39′27″ s. š., 15°59′19″ v. d. | Vraní hory         | modrá turistická značka                                                        |
| 2.  | Ruprechtický Špičák | 880           | 50°39′41″ s. š., 16°16′51″ v. d. | Javoří hory        | modrá turistická značka · žlutá turistická značka · PLzelená turistická značka |
| 3.  | Szeroka             | 845           | 50°40′24″ s. š., 15°59′36″ v. d. | Vraní hory         | PLzelená turistická značka                                                     |
| 4.  | Mravenčí vrch       | 842           | 50°40′31″ s. š., 15°59′32″ v. d. | Vraní hory         | PLzelená turistická značka                                                     |
| 5.  | Široký vrch         | 841           | 50°39′35″ s. š., 16°17′38″ v. d. | Javoří hory        | modrá turistická značka · PLzelená turistická značka                           |
| 6.  | Mravenčí vrch       | 840           | 50°38′37″ s. š., 15°59′50″ v. d. | Vraní hory         | modrá turistická značka                                                        |
| 7.  | Kopica              | 803           | 50°40′06″ s. š., 16°15′44″ v. d. | Javoří hory        | PLzelená turistická značka                                                     |
| 8.  | Světlina            | 797           | 50°39′46″ s. š., 16°15′57″ v. d. | Javoří hory        | neznačeno                                                                      |
| 9.  | Kozina              | 796           | 50°40′10″ s. š., 16°15′00″ v. d. | Javoří hory        | PLzelená turistická značka                                                     |
| 10. | Čertův vrch         | 790           | 50°39′59″ s. š., 16°19′13″ v. d. | Javoří hory        | modrá turistická značka · PLzelená turistická značka                           |
| 11. | Kozlík              | 789           | 50°39′08″ s. š., 15°59′34″ v. d. | Vraní hory         | modrá turistická značka                                                        |
| 12. | Čáp                 | 786           | 50°34′29″ s. š., 16°07′27″ v. d. | Polická pánev      | zelená turistická značka                                                       |
| 13. | Homole              | 783           | 50°40′13″ s. š., 16°14′48″ v. d. | Javoří hory        | PLzelená turistická značka                                                     |
| 14. | Obírka              | 781           | 50°40′18″ s. š., 16°14′08″ v. d. | Javoří hory        | PLmodrá turistická značka · PLzelená turistická značka                         |
| 15. | Božanovský Špičák   | 781           | 50°30′51″ s. š., 16°18′52″ v. d. | Polická stupňovina | neznačeno                                                                      |
| 16. | Javorový vrch       | 777           | 50°39′32″ s. š., 16°18′18″ v. d. | Javoří hory        | modrá turistická značka · PLzelená turistická značka                           |
| 17. | Koruna              | 772           | 50°31′19″ s. š., 16°19′28″ v. d. | Polická stupňovina | neznačeno                                                                      |
| 18. | Supí skály          | 771           | 50°34′48″ s. š., 16°08′23″ v. d. | Polická pánev      | neznačeno                                                                      |
| 19. | Jelení vrch         | 752           | 50°39′22″ s. š., 16°19′03″ v. d. | Javoří hory        | neznačeno                                                                      |
| 20. | Vysoká              | 750           | 50°36′05″ s. š., 16°25′40″ v. d. | Javoří hory        | PLžlutá turistická značka                                                      |
| 21. | Červená hora        | 747           | 50°37′55″ s. š., 16°22′40″ v. d. | Javoří hory        | neznačeno                                                                      |
| 22. | Nad srázem          | 746           | 50°35′15″ s. š., 16°06′37″ v. d. | Polická pánev      | neznačeno                                                                      |
| 23. | Březový vrch        | 744           | 50°39′52″ s. š., 16°15′07″ v. d. | Javoří hory        | neznačeno                                                                      |
| 24. | Głowy               | 743           | 50°36′25″ s. š., 16°25′22″ v. d. | Javoří hory        | neznačeno                                                                      |
| 25. | Kobyla Góra         | 742           | 50°38′21″ s. š., 16°00′43″ v. d. | Vraní hory         | neznačeno                                                                      |
| 26. | Žaltman             | 741           | 50°33′09″ s. š., 16°03′07″ v. d. | Jestřebí hory      | zelená turistická značka                                                       |
| 27. | Bobří vrch          | 740           | 50°37′45″ s. š., 16°22′18″ v. d. | Javoří hory        | neznačeno                                                                      |
| 28. | Martinské stěny     | 737           | 50°35′04″ s. š., 16°07′42″ v. d. | Polická pánev      | neznačeno                                                                      |
| 29. | Bukový kopec        | 734           | 50°39′27″ s. š., 16°20′38″ v. d. | Javoří hory        | PLzelená turistická značka                                                     |
| 30. | Czarnoch            | 733           | 50°38′50″ s. š., 16°21′52″ v. d. | Javoří hory        | PLzelená turistická značka                                                     |
| 31. | Mez                 | 727           | 50°37′04″ s. š., 16°24′24″ v. d. | Javoří hory        | neznačeno                                                                      |
| 32. | Malý kopec          | 726           | 50°39′47″ s. š., 16°15′27″ v. d. | Javoří hory        | neznačeno                                                                      |
| 33. | Lopota              | 723           | 50°30′12″ s. š., 16°20′07″ v. d. | Stolové hory       | neznačeno                                                                      |
| 34. | Suchý vrch          | 714           | 50°30′31″ s. š., 16°19′43″ v. d. | Stolové hory       | neznačeno                                                                      |
| 35. | Velká kupa          | 713           | 50°31′59″ s. š., 16°18′34″ v. d. | Polická stupňovina | neznačeno                                                                      |
| 36. | Signál              | 712           | 50°30′32″ s. š., 16°18′04″ v. d. | Polická stupňovina | neznačeno                                                                      |
| 37. | Přední Hradiště     | 712           | 50°34′54″ s. š., 16°03′37″ v. d. | Polická stupňovina | neznačeno                                                                      |
| 38. | Liščí hora          | 711           | 50°35′50″ s. š., 16°05′48″ v. d. | Polická pánev      | neznačeno                                                                      |
| 39. | Krupná hora         | 706           | 50°36′06″ s. š., 16°03′26″ v. d. | Polická stupňovina | neznačeno                                                                      |
| 40. | Markoušovický kopec | 705           | 50°33′46″ s. š., 16°01′48″ v. d. | Jestřebí hory      | neznačeno                                                                      |
| 41. | Supí hnízdo         | 704           | 50°33′50″ s. š., 16°16′34″ v. d. | Polická stupňovina | červená turistická značka                                                      |
| 42. | Ostaš               | 702           | 50°33′39″ s. š., 16°12′25″ v. d. | Polická pánev      | modrá turistická značka                                                        |
| 43. | Strážný vrch        | 701           | 50°39′40″ s. š., 16°06′01″ v. d. | Polická stupňovina | PLzelená turistická značka                                                     |

## Seznam vrcholů podle prominence
Seznam vrcholů podle prominence obsahuje všechny hory a kopce s prominencí (relativní výškou) nad 100 metrů, bez ohledu na nadmořskou výšku. Takových je v Broumovské vrchovině 11. Nejprominentnější je Královecký Špičák (353 metrů), druhý Čáp má prominenci 251 metrů.
| #   | Vrchol              | Výška m n. m. | Promi- nence | Izolace (km)             | Souřadnice                       | Přístup                                                                        |
| --- | ------------------- | ------------- | ------------ | ------------------------ | -------------------------------- | ------------------------------------------------------------------------------ |
| 01. | Královecký Špičák   | 881           | 353          | 07,6 → Dvorský les       | 50°39′27″ s. š., 15°59′19″ v. d. | modrá turistická značka                                                        |
| 02. | Čáp                 | 786           | 251          | 11,3 → Královecký Špičák | 50°34′29″ s. š., 16°07′27″ v. d. | zelená turistická značka                                                       |
| 03. | Žaltman             | 741           | 210          | 05,5 → Čáp               | 50°33′09″ s. š., 16°03′07″ v. d. | zelená turistická značka                                                       |
| 04. | Ostaš               | 702           | 144          | 04,5 → Čáp               | 50°33′39″ s. š., 16°12′25″ v. d. | modrá turistická značka                                                        |
| 05. | Ruprechtický Špičák | 880           | 134          | 01,8 → Waligóra          | 50°39′41″ s. š., 16°16′53″ v. d. | modrá turistická značka · žlutá turistická značka · PLzelená turistická značka |
| 06. | Božanovský Špičák   | 781           | 117          | 03,5 → Velká Hejšovina   | 50°30′52″ s. š., 16°18′54″ v. d. | neznačeno                                                                      |
| 07. | Přední Hradiště     | 712           | 116          | 02,7 → Žaltman           | 50°34′54″ s. š., 16°03′37″ v. d. | neznačeno                                                                      |
| 08. | Janský vrch         | 697           | 114          | 02,8 → Kobyla Góra       | 50°36′41″ s. š., 15°59′20″ v. d. | zelená turistická značka · žlutá turistická značka                             |
| 09. | Na kostele          | 691           | 110          | 03,0 → Ostaš             | 50°35′11″ s. š., 16°13′17″ v. d. | neznačeno                                                                      |
| 10. | Szeroka             | 842           | 104          | 01,2 → Královecký Špičák | 50°40′25″ s. š., 15°59′37″ v. d. | PLzelená turistická značka                                                     |
| 11. | Turov               | 603           | 104          | 02,4 → Švédský vrch      | 50°30′39″ s. š., 16°08′56″ v. d. | modrá turistická značka · zelená turistická značka                             |